# ProRail
Die ProRail B.V. ist der größte Eisenbahn-Infrastrukturbetreiber der Niederlande. Über 4000 Mitarbeiter betreuen ca. 7000 km Eisenbahnstrecke.
Das Unternehmen stellt Leistungen in drei Geschäftsbereichen zur Verfügung.
- Railinfrabeheer (Eisenbahninfrastruktur)
- Railned (Zuweisung von Fahrwegkapazität)
- Railverkeersleiding (Verkehrsleitung)

Wie auch das staatliche Eisenbahnverkehrsunternehmen Nederlandse Spoorwegen sitzt ProRail in Utrecht und ist über Railinfratrust B.V. ebenfalls zu 100 % in niederländischem Staatsbesitz.
Die Schienennetz-Nutzungsgebühren (Trassenpreise) werden nach Zuggewicht gestaffelt berechnet (Stand: 2008).